# Francesco Gonin

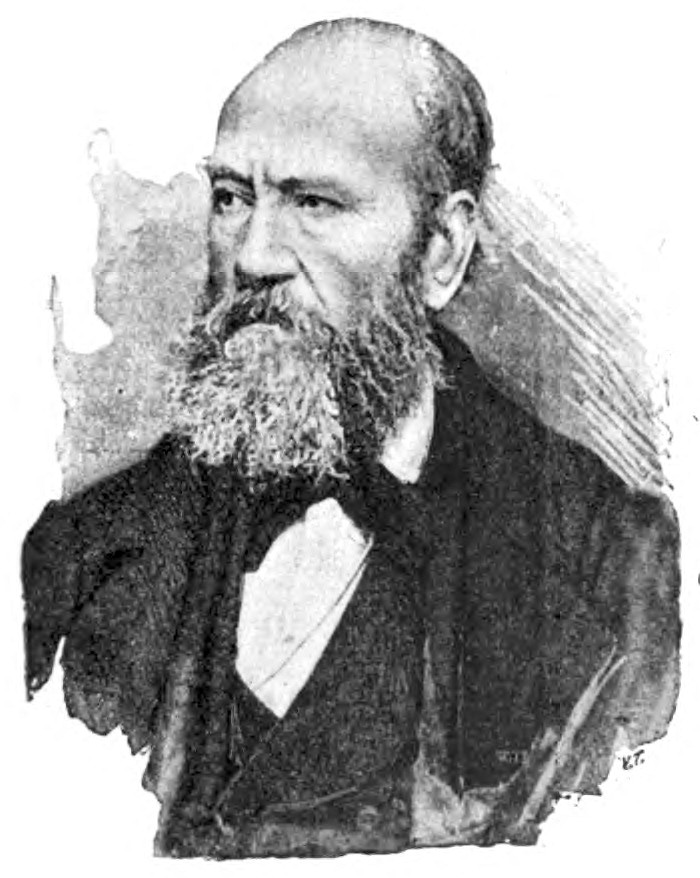
Francesco Gonin
1880ca

Francesco Gonin (Torino, 16 dicembre 1808 – Giaveno, 14 settembre 1889) è stato un pittore e incisore italiano.

## Biografia
Francesco Gonin frequentò l'Accademia di pittura e scultura di Torino, oggi Accademia Albertina, dal 1820 al 1828. Qui seguì i corsi di Lorenzo Pécheux e Giovanni Battista Biscarra. 
La sua specializzazione fu in ritratti storici, paesaggi e scene di genere. Ideò incisioni per illustrare opere letterarie.

### I primi anni
Nel 1822 iniziò a collaborare con il laboratorio litografico di Felice Festa, il primo a sperimentare la tecnica della litografia nel Regno di Sardegna. La vasta produzione litografica del Gonin si concentra tra il 1822 e il 1843. Tra le opere di maggior rilievo ci sono i ritratti dei regnanti Carlo Felice e Maria Cristina per le Vite e ritratti di sessanta piemontesi illustri di Modesto Paroletti pubblicata nel 1824, due litografie per i Regolamenti della Reale Accademia di belle arti, editi nel 1825 presso la Stamperia reale, e nel 1827 le illustrazioni della Historie de la maison de Savoie di Giovanni Frézet. A queste si aggiunge il gruppo di litografie per il Viaggio romantico-pittorico nelle provincie occidentali dell'antica e moderna Italia, di Paroletti, eseguite tra il 1824 e il 1832.
Negli anni di formazione all'Accademia ebbe inizio anche il sodalizio con il pittore Luigi Vacca che inaugurò la carriera della grande decorazione ad affresco, svolta principalmente nelle chiese e nei teatri del Piemonte.
Nel 1829 esordì a Torino all'esposizione dei prodotti dell'industria e degli oggetti di belle arti al Valentino con alcuni saggi dei suoi studi (Deposizione di Gesù Cristo nel sepolcro, Agliè, Castello) e con otto litografie di gusto romantico-troubadour della serie Souvenirs pittoresques de Haute-Combe, eseguite sulla base di schizzi tratti nel 1827 presso l'abbazia di Altacomba. Partecipò anche alla II Esposizione al Valentino, dove presentò i suoi primi dipinti a tema storico, come I Vespri Siciliani, Carlo Magno al passaggio delle Chiuse, L'arresto del conte di Carmagnola.
Collaborò stabilmente alla Bottega diretta da Rodolfo Morgari che dal 1858 Vittorio Emanuele II aveva nominato pittore e restauratore Palazzi Reali.

### Le illustrazioni xilografiche:I promessi sposi

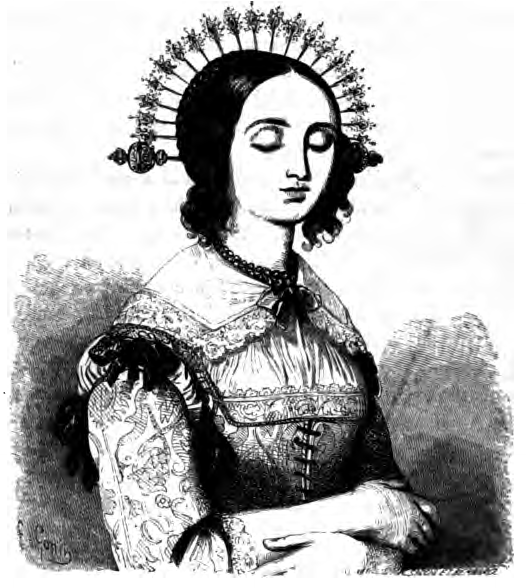

Intorno al 1830 il Gonin conobbe Massimo d'Azeglio e nel 1833 ridisegnò le illustrazioni dell'edizione torinese del Ettore Fieramosca o la disfida di Barletta. Durante un soggiorno a Milano, nel 1835, presso Massimo d'Azeglio conobbe alcuni protagonisti della scena letteraria contemporanea, tra cui Alessandro Manzoni, per il quale lo chiamò per illustrare la sua edizione dei Promessi Sposi tra il 1839 e il 1842.
Si tratta di un'esperienza figurativa unica per il Gonin che illustrò un intero romanzo, alternando dettagli, figure intere, scorci paesaggistici, vedute e scene corali. 

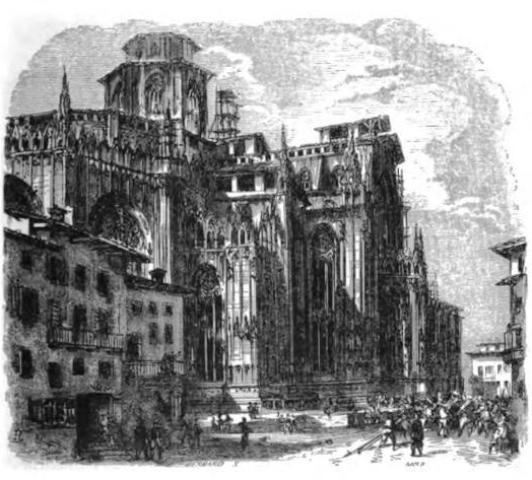
Illustrazione di Francesco Gonin per I promessi sposi del 1840

 Nell'intenso rapporto tra Manzoni e Gonin rimane abbondante documentazione che testimonia sia un ruolo attivo dello scrittore nella progettazione visiva del romanzo sia lo sforzo dell'illustratore per la consultazione e ricerca di fonti documentarie e iconografiche.
La pubblicazione a dispensa dell'opera ha inizio nel 1840 a Milano, presso i tipografi Vincenzo Guglielmini e Giuseppe Redaelli; la versione comprende il frontespizio, 36 illustrazioni di apertura del capitolo e più di 300 vignette realizzate dal Gonin, a queste si aggiungono le 56 xilografie della Storia della Colonna Infame.  Il desiderio di Manzoni fu quello di offrire ai lettori un'immagine visiva dei Promessi Sposi da lui controllata, difatti nel corso del lavoro egli controlla l'impostazione generale, la collocazione delle vignette, la dimensione e il soggetto da rappresentare; così a Gonin giungono le tavolette di bosso già tagliate della giusta misura e avvolte in fogli che contengono chiare indicazioni su cosa rappresentare.

### La collaborazione con Carlo Alberto
Nel 1834 l'artista cominciò a ricevere commissioni da famiglie aristocratiche e dal re Carlo Alberto, il quale lo impegnò nei lavori di ri-arredo e rimodernamento delle residenze reali, e gli commissionò numerosi dipinti celebrativi della sua dinastia. Tra le principali opere si ricordano: i beati Umberto e Bonifazio per la sala del Consiglio di Palazzo Reale a Torino (1837),  il dipinto Francesco I fatto prigioniero nella battaglia di Pavia, ancora per palazzo reale (esposto a Torino nel 1838,  oggi è conservato nella basilica di Superga); la pala d'altare con Il beato Umberto III in preghiera per il santuario della Madonna delle Grazie di Racconigi e quella raffigurante La beata Vergine Assunta con i ss. Pietro e Paolo nella chiesa della tenuta di Migliabruna, sempre a Racconigi (1839); i tre ritratti di ricostruzione storica per la galleria del Daniele a palazzo reale (1840); le figure delle Danzatrici nella sala da ballo eseguite in collaborazione con Carlo Bellosio (1840); gli affreschi per la cappella delle Margherie nel parco del castello di Racconigi (1841-43); le decorazioni con putti per il non lontano reposoir della regina (1841); gli affreschi con soggetti tratti dall'Iliade di Omero nella rotonda di palazzo reale (attuale Armeria reale), in collaborazione con Carlo Bellosio, e la Battaglia dell'Authion per la sala da pranzo (1842); i dipinti (ora nella basilica di Superga) per la sala del Caffè (1844); dodici affreschi del fregio della sala delle Guardie raffiguranti le acquisizioni territoriali di casa Savoia (1847).
Le glorie sabaude vennero celebrate anche in litografie, come quelle dell'album Carosello che ebbe luogo in Torino in piazza S. Carlo, colorate e ritoccate a mano (conservate Biblioteca reale di Torino), che traggono origine dal torneo tenutosi in piazza S. Carlo per celebrare i festeggiamenti del 1842 in occasione delle nozze tra il principe ereditario Vittorio Emanuele di Savoia e Maria Adelaide arciduchessa d'Austria; la stampa sciolta con I costumi di corte per le funzioni della settimana santa e per la chiesa (1843); i ritratti di Maria Adelaide e Vittorio Emanuele II del 1849; e quella di S.M. il re Vittorio Emanuele II in occasione della apertura del Parlamento il giorno 20 dicembre 1849. A conclusione del suo rapporto con Carlo Alberto va ricordato il dipinto La morte di Carlo Alberto del 1850 (basilica di Superga), realizzato su commissione di casa reale.

### La committenza delle famiglie aristocratiche del Piemonte
Numerosi suoi ritratti, quadri storici ed affreschi si trovano presso le varie dimore sabaude (Sala della Verna, al Castello di Racconigi e Sala da Ballo al Palazzo Reale di Torino) e in alcune chiese di Torino (ad esempio nella chiesa della Natività di Maria Vergine), oltre che nelle nuove ali di Palazzo Cisterna (1867) e nel salone principale di Palazzo d'Azeglio . Una sala della stazione ferroviaria di Torino Porta Nuova, riservata come sala d'attesa del re, è decorata dal Gonin.
Una sua opera dal titolo La Rocca di Sapay presso Viù (Roccia con pascolo), datata 1850, è esposta permanentemente presso la Galleria civica d'arte moderna e contemporanea di Torino.
Francesco Gonin è altresì noto per avere illustrato I promessi sposi di Alessandro Manzoni, nell'edizione riveduta del 1840, seguìta dalla Storia della colonna infame.
Le sue opere si possono vedere presso il Civico museo manzoniano al Caleotto di Lecco nella sala IX della "Quarantana", l'edizione da lui illustrata de I Promessi Sposi (Milano, Guglielmini e Redaelli, 1840).
Del 1845 è un suo soggetto a tema storico, e precisamente sforzesco: Ludovico il Moro con Beatrice e Ascanio in visita a Leonardo da Vinci mentre dipingeva l'Ultima Cena. Anche a tema storico sono alcune volte che il Gonin dipinse all'interno dell'ex Eremo di Busca, con soggetti allegorici legati alle Guerre d'indipendenza italiane e che gli erano state commissionate da Stanislao Grimaldi del Poggetto.
Anche suo figlio Guido fu un apprezzato pittore.